# Mostar
Občina Mostar, popis 1991.; skupaj: 126.628
Mostar, popis 1991.; skupaj: 75.865
Mostar je mesto in občina v Bosni in Hercegovini. Je največje in najpomembnejše mesto v Hercegovini ter z okoli 60.000 prebivalci peto največje v BiH. Bosanski Hrvati predstavljajo 48 % prebivalstva, bošnjaki 44 % in bosanski Srbi 4 % (2013). Leži ob reki Neretvi v južnem delu države.
Ime je dobilo po Starem mostu oz. stražnih stolpih na obeh straneh (mostari) v starem delu mesta. Leta 1993 so Stari most med vojno v tej državi porušili Hrvati, nedolgo zatem, ko je bil obnovljen, danes pa je most restavriran po starih načrtih.
V Mostarju je sedež treh univerz: Univerze v Mostarju (Sveučilište u Mostaru, naslednice Univerziteta Džemal Bijedić u Mostaru, ustanovljene 1977, ki pa se je pod tem imenom ponovno ustanovila), kot tudi zasebne Hercegovske univerze (Sveučilište Hercegovina), ustanovljene 2010 v Medžugorju. Mostar je sedež rimskokatoliške škofije, ter formalno tudi Zahumsko-hercegovske in primorske eparhije Srbske pravoslavne cerkve (dejansko oz. "začasno" je v Trebinju). 